# President’s Cup (Irlandia)
Superpuchar Irlandii w piłce nożnej (irl. Super Cup na hÉireann sa pheil, a właściwie Puchar Prezydenta Irlandii irl. Corn Uachtarán na hÉireann) – trofeum przyznawane zwycięskiej drużynie meczu rozgrywanego pomiędzy aktualnym Mistrzem Irlandii oraz zdobywcą Pucharu Irlandii w danym sezonie (jeżeli ta sama drużyna wywalczyła zarówno mistrzostwo, jak i Puchar kraju - to jej przeciwnikiem zostaje finalista Pucharu).

## Historia
W sezonie 2014 odbył się pierwszy oficjalny mecz o Superpuchar Irlandii. Pierwszy pojedynek rozegrano 2 marca 2014 roku. W tym meczu St. Patrick’s Athletic pokonał 1:0 Sligo Rovers. Wcześniej FAI organizowała podobne turnieje, Top Four Cup (1955–1973) i FAI Super Cup (1998–2001).

## Format
Mecz o Superpuchar Irlandii rozgrywany jest przed rozpoczęciem każdego sezonu. W przypadku remisu po upływie regulaminowego czasu gry od razu przeprowadzana seria rzutów karnych.

## Zwycięzcy i finaliści
| Sezon                                                        | K | K | T | Zwycięzca                   | Wynik        | Finalista                   | Data, miejsce                                 | Uwagi                                                            |
| Puchar Prezydenta Irlandii (ang. President of Ireland's Cup) |   |   |   |                             |              |                             |                                               |                                                                  |
| 2014                                                         |   |   | 1 | St. Patrick’s Athletic F.C. | 1:0          | Sligo Rovers F.C.           | 2.03.2014, Richmond Park, Dublin, 1.330       |                                                                  |
| 2015                                                         |   |   | 1 | Dundalk F.C.                | 2:1          | St. Patrick’s Athletic F.C. | 28.02.2015, Oriel Park, Dundalk, 1.800        |                                                                  |
| 2016                                                         |   |   | 1 | Cork City F.C.              | 2:0          | Dundalk F.C.                | 27.02.2016, Turners Cross, Cork, 1.850        |                                                                  |
| 2017                                                         |   |   | 2 | Cork City F.C.              | 3:0          | Dundalk F.C.                | 17.02.2017, Turners Cross, Cork, 3.140        |                                                                  |
| 2018                                                         |   |   | 3 | Cork City F.C.              | 4:2          | Dundalk F.C.                | 11.02.2018, Oriel Park, Dundalk, 3.000        |                                                                  |
| 2019                                                         |   |   | 2 | Dundalk F.C.                | 2:1          | Cork City F.C.              | 9.02.2019, Turners Cross, Cork, 2.777         |                                                                  |
| 2020                                                         |   |   |   |                             |              |                             | Oriel Park, Dundalk                           | mecz Dundalk - Shamrock Rovers F.C. nie odbył się przez COVID-19 |
| 2021                                                         |   |   | 3 | Dundalk F.C.                | 1:1 (k. 4:3) | Shamrock Rovers F.C.        | 12.03.2021, Tallaght Stadium, Tallaght, 0     |                                                                  |
| 2022                                                         |   |   | 1 | Shamrock Rovers F.C.        | 1:1 (k. 5:4) | St. Patrick’s Athletic F.C. | 11.02.2022, Tallaght Stadium, Tallaght, 5.426 |                                                                  |

Uwagi:

- wytłuszczono i kursywą oznaczone zespoły, które w tym samym roku wywalczyły mistrzostwo i Puchar kraju (dublet),
- wytłuszczono zespoły, które zdobyły mistrzostwo kraju,
- kursywą oznaczone zespoły, które zdobyły Puchar kraju.

## Statystyka

### Klasyfikacja według klubów
W dotychczasowej historii finałów o Superpuchar Irlandii na podium oficjalnie stawało w sumie 5 drużyn. Liderem klasyfikacji są Dundalk F.C. i Cork City F.C., którzy zdobyli trofeum po 3 razy.
Stan na 31.12.2022. 
| Lp. | Klub                        | Zdobywca | Finalista    | Zwycięskie sezony | Przegrane finały |   |   |                  |                  |
| --- | --------------------------- | -------- | ------------ | ----------------- | ---------------- | - | - | ---------------- | ---------------- |
| Lp. | Klub                        | 1.       | Dundalk F.C. | Zwycięskie sezony | Przegrane finały | 3 | 3 | 2015, 2019, 2021 | 2016, 2017, 2018 |
| 2.  | Cork City F.C.              | 3        | 1            | 2016, 2017, 2018  | 2019             |   |   |                  |                  |
| 3.  | St. Patrick’s Athletic F.C. | 1        | 2            | 2014              | 2015, 2022       |   |   |                  |                  |
| 4.  | Shamrock Rovers F.C.        | 1        | 1            | 2022              | 2021             |   |   |                  |                  |
| 5.  | Sligo Rovers F.C.           | 0        | 1            |                   | 2014             |   |   |                  |                  |

### Klasyfikacja według miast
Stan na 31.05.2022.
| Miasto  | Liczba tytułów | Kluby                                                     |
| ------- | -------------- | --------------------------------------------------------- |
| Cork    | 3              | Cork City F.C. (3)                                        |
| Dundalk | 3              | Dundalk F.C. (3)                                          |
| Dublin  | 2              | St. Patrick’s Athletic F.C. (1), Shamrock Rovers F.C. (1) |

### Klasyfikacja według kwalifikacji
| Tytuł                      | Zwycięstw | Finałów |
| -------------------------- | --------- | ------- |
| Mistrz Irlandii            | 5         | 3       |
| Zdobywca Pucharu Irlandii  | 4         | 4       |
| Finalista Pucharu Irlandii | 1         | 2       |